# Chatthin Wildlife Sanctuary
Het Chatthin Wildlife Sanctuary is een beschermd natuurgebied in de regio Sagaing in Myanmar. Het werd opgericht in 1941 en heeft een oppervlakte van 260,07 km². Het biedt leefgebied voor het lierhert. De Achterindische panter werd hier als lokaal uitgestorven beschouwd in 2000.

## Important Bird Area
Het park is aangewezen als Important Bird Area door BirdLife International vanwege het belang voor significante populaties van Indische fluiteend, witvleugelboseend, grijze pelikaan, grijze ekster en witkeelbabbelaar.